# Sapium triloculare
Shirakiopsis trilocularis là một loài thực vật thuộc họ Euphorbiaceae. Loài này có ở Kenya và Tanzania.